# Бурхан Сонмез
Бурхан Сонмез (тур. Burhan Sönmez) турски је књижевник.

## Биографија
Рођен је у Турској, одрастао је уз турски и курдски језик, касније се преселио у Истанбул где је радио једно време као адвокат. Он је био члан удружења за људска права и оснивач „TAKSAV-а“, удружења за друштвено истраживање, културу и уметност. Он је био један од оснивача „BirGün-а” опозиционих дневних новина.  Сонмез је био тешко повређен током напада на полицију 1996. године у Турској, те је лечен у Британији један дужи временски период (уз подршку медицинске фондације „Слобода од мучења (Freedom from Torture).
Иако је био заинтересован за поезију и освојио две награде на два национална такмичења у Турској, окренуо се писању романа. Његово интересовање за писање, препричавање прича  и модерну књижевност је укорењено у традиционалне приче и легенде уз које је одрастао. Његово уникатно искуство одрастања у забаченом селу без струје уз мајку која је била талентована за препричавање прича је омогућило инспирацију и материјал за стварање његових дела.
Бурхан Сонмез је писао за разне новине и магазине, као што су: дневне новине „BirGün“ и „L'Unita“  и месечне листове као што су: „Birikim”  и ,,Notos" на тему књижевности, културе и политике. Он је био члан судског већа за књижевну награду „Cevdet Kudret“ 2014. године. Предавао је књижевност на „METU-у“ (Middle East Technical University). Такође је члан енглеског, турског и курдског „PEN-а“. Гостујући је члан међународног „PEN-а“. Тренутно живу у Кембриџу и Истанбулу.
Његов први роман  „Север“ (Kuzey) је објављен у Турској 2009. године.   Његов други роман „Греси и невиност“ (Masumlar) је објављен 2011. године. Трећи роман „Истанбул Истанбул“ је објављен 2015. године. „Лавиринт“, његов четврти роман је објављен 2018. године.
Он је примио награду „Disturbing the Peace“ Архивирано на веб-сајту  (27. децембар 2019) која му је уручена од стране Vaclav Havel Library фондације у Њујорку (2017). Награђен је наградом „EBRD Literature“ у Лондону 2018. за свој роман ,,Истанбул Истанбул”. Роман „Греси и невиност“ је награђен наградом „Sedat Simavi Literature”, највреднијом наградом за књижевност у Турској.
Његови романи су објављени у издавачким кућама у тридесет и шест држава као што су; Gallimard (Француска), OR Books (Сједињене Америчке Државе), btb Random House  (Немачка), Turbine (Данска), Nottetempo (Италија), Polirom (Румунија), Klimaty (Пољска), Dituria (Албанија), Antares (Јерменија), Thaqafa (УАЕ), Lis (Курдски), Opus (Хрватска), Hohe (Етиопија), Joshua Könyvek (Мађарска), Jumhoori (Пакистан), Nepko (Монголија), Del Vecchio (Италија), Evro Giunti (Србија), Qanun (Азербејџан), A.Libris (Македонија).

## Север
Први роман Бурхана Сонмеза, „Север“ (Kuzey), говори о младом човеку чији га је отац напустио када је он имао само две године, и вратио се након двадесет година као леш. У покушавању да резреши мистерију очеве смрти, наш јунак се упушта у путовање на север како би открио очев индентитет, који је са временом постао лично његов.  Источне народне приче и легенде су уткане у ову причу, која пропитује и одражава природу идентитета, стварности и постојања.
Роман „Север“ би могао да се опише и као филозофска бајка. Он говори о митовима и легендама истока на реалан начин, те је базирано на филозофској дебати о постојању и љубави који имају кључну улогу у решавању ове мистерије.

## Греси и невиност
Његов други роман „Греси и невиност“ (Masumlar) је објављен 2011. и награђен је једном од најпроминентнијих награда за књижевност у Турској „Sedat Simavi“ .
Прича у роману говори о двоје људи чији су се путеви укрстили у страној земљи. Жена носи књигу и верује у поезију. Човек који пати од инсомније се бори за опстанак кроз гробове. Свако од њих има тајну и грех. На дан када се сретну, жена чита у "књизи" његово богатство, а он пева песму пустиње.
Роман „Греси и невиност“ говори о причи двоје људи чији су животи прошли кроз Техеран и Кембриџ...

## Истанбул Истанбул
Сонмезов трећи роман „Истанбул Истанбул“ (Istanbul Istanbul) је објављен 2015. године (а у Сједињеним Америчким Државама 2016. од стране ,OR Books - а”). Прича говори о четири затвореника у подземним ћелијама у Истанбулу. Док нису били предмети мучења, њих четворица један другоме препричавају приче о Истанбулу како би им време што пре прошло. Нарација испод земље се преокренула у нарацију о ономе што се дешавало изнад њих. У почетку усредсређен на људе, роман се усредсређује на град Истанбул. У Истанбулу је једнако много патње и надања као и у ћелијама испод њега.
Као и у причи о „Декамерону“ овај роман има десет поглавља, а за свако од њих је наратор један од станара ћелије.
Истанбул је био град од милион ћелија, и свака од њих је представљала Истанбул у себи. У сваком миру, особи и догађају роман представља Истанбул као целовити град. То је роман у којем се јавља политика, али је он заправо везан за љубав. Фокус се ставља на приче појединаца, али у стварности је на граду Истанбулу. Уместо да се ради о капиталној производњи, фокус је на просторној и духовној репродукцији града. У начинима размишљања које предлажу Althusser и Manuel Castells, град Истанбул је место репродукције бола, паћења, меланхолије и надања. Постоје два Истанбула, један је испод а други изнад земље. Сада у стварности оба су један исти.

## Коментари
„Истанбул Истанбул“ представља један од најбољих примера урбане филозофије. Бурхан Сонмез је један урбани говорник приповедач. Он носи драме, приче и бајке у својој торби. Он је написао: „Пепељуга је питана зашто се заљубила у принца? Прича ми није дала другу судбину, одговорила  је она“. Али ми знамо да је другачија судбина могућа, баш као и други Истанбул!“ - Serap Çakır, Варлик књижевни магазин (Турска)
„Истанбул Истанбул“ изгледа као политички роман, али заправо нема ништа заједничког са стварном политиком.  Можемо осетитити „Декамерон“ у текстури романа, али можемо следити кораке невидљивих градова Итала Калвиноја у својој суштини. Калвино каже да су градови места размене, као што је речено у историјским књигама то није само комерцијална размена већ размена речи, жеља и сећања. Карактери у роману „Истанбул Истанбул“ размењују речи жеље и сећања. – Ömer Türkeş, SabitFikir, вести (Турска)
„Сонмезове речи освајају цео свет.“- ADNKronos (Италија)
„Карактери у роману „Истанбул Истанбул“ су попут Фланера који су претворили улице Париза у стварност корачајући горе доле. Како су улице трансформисане у пролазе, како Болтер Бенџамин то описује са инспирацијом Бодлера, код Бурхана Сонмеза затвори и ћелије су претворене у улице.“ -EmrahTuncer, DemokratHaber новости (Турска)
„ Истанбул Истанбул“ је креирано место које обухвата обе ствари, урбану културу и филозофску дубину са својом вишеслојном структуром и вишезначењем као класични посао. Оно ће имати своје уникатно место у историји књижевности као дело интертекстуалности и роман новијег доба. Ја могу чврсто да кажем да је он „очекивани аутор“ који ће подићи заставу.“ – Hayri K. Yetik, Mesele књижевни магазин (Турска)
„Бурхан Сонмез, уноси источну нарацију и западњачку форму заједно, додавањем присподоба, загонетки и наравно мистериозних прича о Истанбулу у свој роман. Он никада не оставља надање ван домашаја као ја који сам завршио десетодневне приче у сузама.“ – Banu Yıldıran Genç, Agos KitapKirk књижевни магазин (Турска)
„Да наша држава се претвара у пакао и све теже и теже постаје овде пронаћи светло. То је разлог зашто треба оставити овај роман на јавним местима, заборавити га у кафићима или га читати на глас на броду. Нека свако чује глас Бурхана Сонмеза и натера свакога да се одупре болу и тузи.“ – Ümran Küçükislamoğlu, T24 новости (Турска)
„Око Сонмеза се може уочити сазвежђе књижевне речи, које укључује Гарсија Маркеза (татарски фотограф у роману „Греси и невиност“ ме подсећа на Мелкијадеса из „Сто година самоће“) турског аутора Танпинара, Толстоја (два аутора такође драга Орхану Памуку), Витгенштајна и Иранску песникињу Форук Фарохзад.“ – Fabio de Propris, il manifesto (Италија)
„Роман „Греси и невиност“ је импресивни роман који у себи садржи меланхолију губитка као и наду за будућност. Романтичари су имали образац трчања ка природи због мучнине модернизма. Брани Таво, протагониста има глас романтичара који би требало назвати глас револуционарног романтичара, због његове жеље да промени живот.“ – Omer Turkes, Radikal (Турска)
„Хајмана у роману „Греси и невиност“ је врста Анадолијског Маконда.“ – Tommaso Giartosio, Radio 3 Fahrenheit (Италија)
„Бурхан Сонмез је тихи револуционар у нашој књижевности. „Греси и невиност“ је роман написан чистим и језгровитим језиком. Жалост и туга прима поетски карактер у овом роману. То је књижевно црна рупа у позитивном смислу. Оно упија читаоце и увлачи их кроз црну рупу те их трансформише у емотивне искрене људе. “Pakize Barista,Taraf (Турска)
„Бурхан Сонмез отвара врата рањених сећања Курда. Он нема простор за питања: Ко сам ја? И шта сам ја?  Он пита: где сам ја?“ – Dervis Aydin Akkoc, Ozgur Gundem (Турска)
„Можда мислите да место у роману није Хајмана из Анадолијске ризине, већ Макондо из „100 година самоће“. Делови у роману „Греси и невиност“ који се одвијају у шапату Кембриџа користе стил који је блажи од стила Ернеста Хемигвеја.“ – Erdinc Akkoyunlu, Star (Турска)
„Да је Јашар Кемал написао овај роман, задржао би исти начин формулисања али би за то биле потребне стотине страница. Бурхан Сонмез може се чврсто сматрати сином Јашара Кемала.“ – Metin Celal, Cumhuriyet (Турска)
„Што нас књига више приморава да се дубље испитујемо то је више важније. „Греси и невиност“ имају ту моћ.“ - Senzaudio (Италија)
„Бурхан Сонмез поздравља  Г.Г. Маркеза са дахом свог магичног реализма који продире у лист Анадолијског тла.“ – Dogus Sarpkaya, BirGun (Турска)